# Carex kreczetoviczii
Carex kreczetoviczii är en halvgräsart som beskrevs av Tatiana Vladimirovna Egorova. Carex kreczetoviczii ingår i släktet starrar, och familjen halvgräs. Inga underarter finns listade i Catalogue of Life.